# Škoda 9Tr

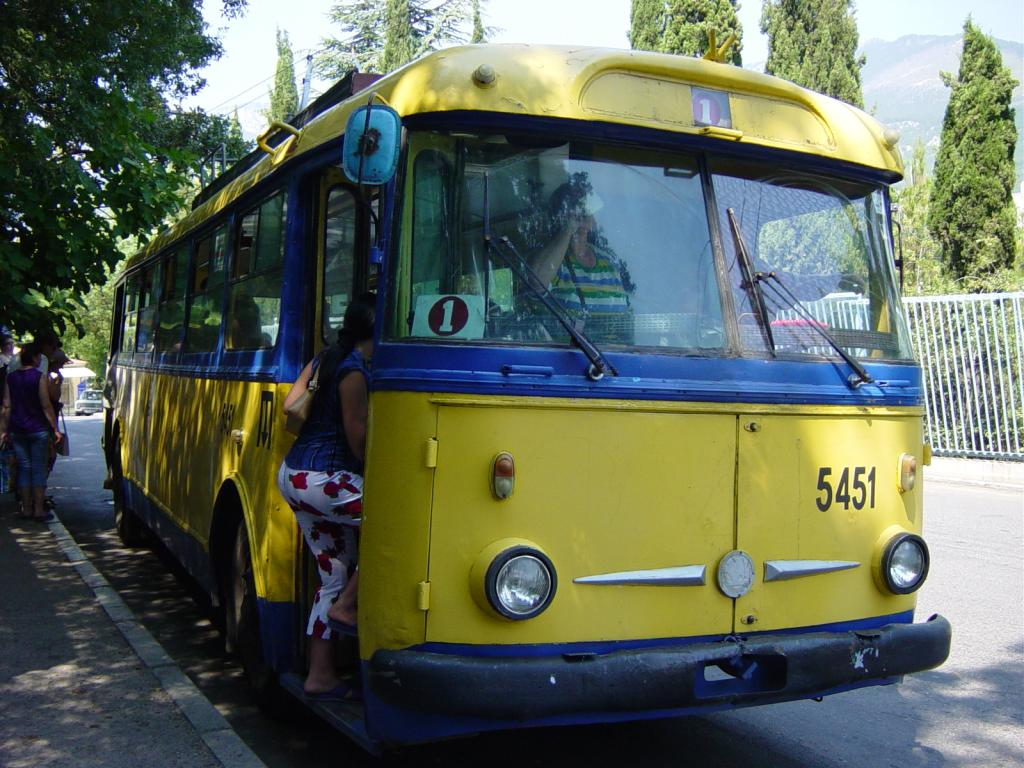
Filobus Škoda 9Tr n. 5451 in Crimea

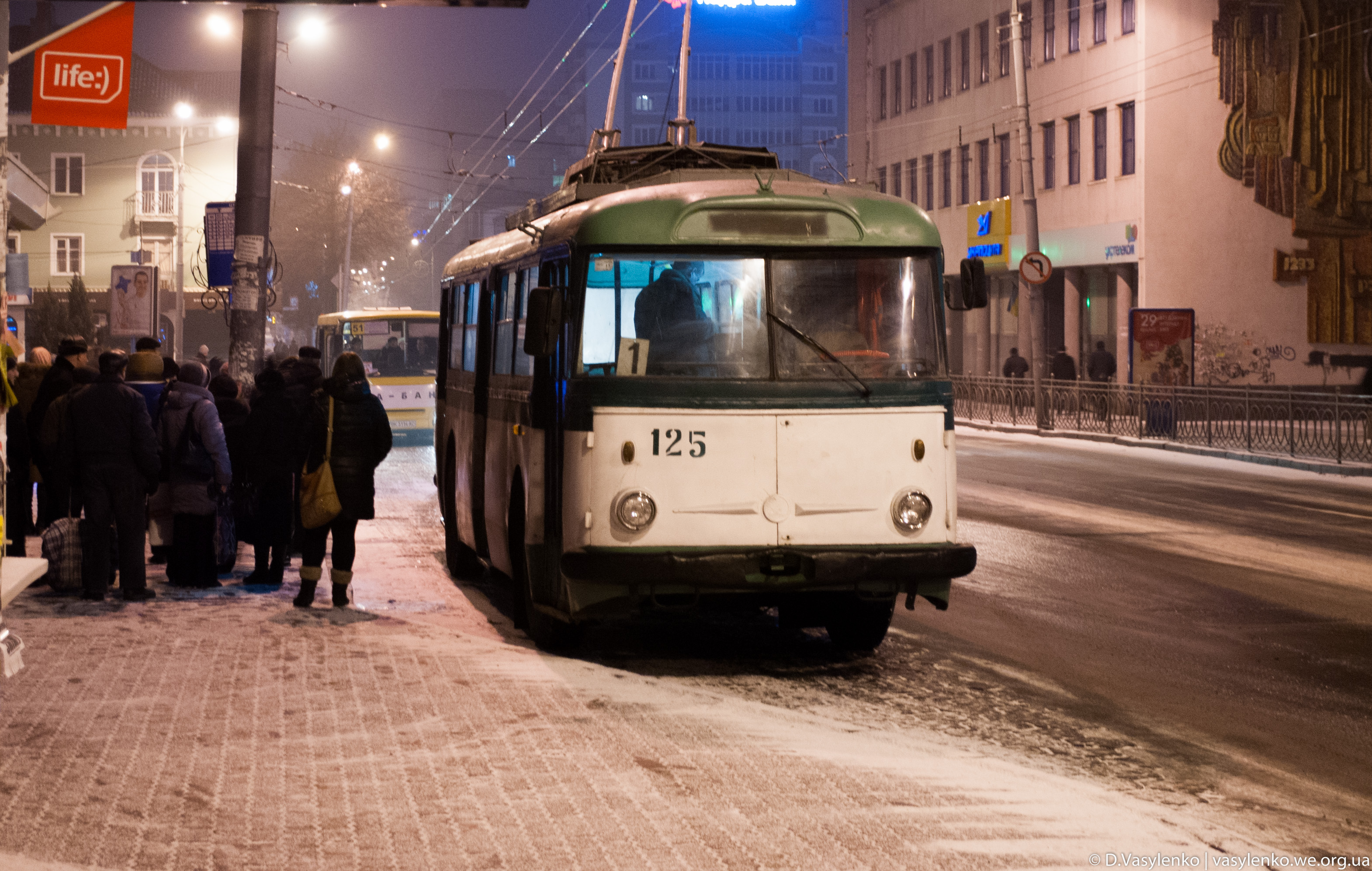
Filobus Škoda 9Tr n. 89 sulla linea 3 a Rivne in Ucraina nel 2007

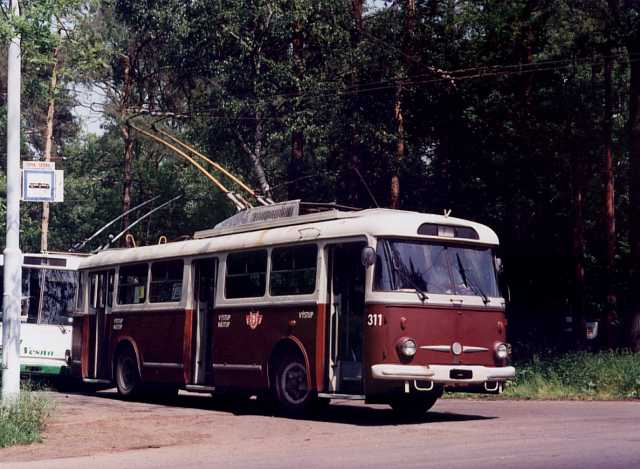
Filobus Škoda 9Tr n. 311 a Pardubice nel 1995

Lo Škoda 9Tr è un modello di filobus realizzato nell'allora Cecoslovacchia e largamente impiegato in tutti i paesi dell'Europa orientale, di influenza sovietica.

## Produzione
Questo filobus entra in scena come prototipo nel 1958, succedendo allo Škoda 8Tr costruito fino al 1961, e viene costruito su larga scala fra il 1961 ed il 1982, anno in cui viene sostituito dal modello Škoda 14Tr.

## Caratteristiche
È un filobus a due assi con guida a sinistra, a due o tre porte a libro, lunghezza undici metri, dall'aspetto inconfondibile ed austero, ma dalla meccanica semplice. L'equipaggiamento elettrico è fornito dall'azienda di Praga "ČKD", sigla di "Českomoravská Kolben Daněk".
In alcune zone, dove circola ancora, è stato provvisto di batterie che consentono la percorrenza di brevi tratti se manca improvvisamente l'energia elettrica o per migliorare la regolarità di marcia in caso di dislivelli notevoli.

## Versioni
Nei venti anni di vita, questo modello è stato allestito in circa trenta versioni; la foto in alto raffigura il 9Tr17 del 1971 e quella qui vicino il 9Tr14 del 1969.

## Diffusione
Lo Škoda 9Tr era presente nell'allora Cecoslovacchia e Germania Est ed anche in Afghanistan, Bulgaria, Lituania, Polonia; alcune di queste nazioni ne hanno conservati diversi esemplari nei depositi aziendali o nei musei dei trasporti dopo averli opportunamente restaurati e spesso rendendoli idonei alla circolazione in particolari manifestazioni.
Esercitano tutt'oggi regolari servizi di linea in alcune città dell'Ucraina (Černivci, Rivne, Ternopil), anche se negli ultimi anni sono aumentate le vetture accantonate, ed ancora presenti in gran numero in Crimea dove costituiscono ancora il modello più diffuso nel parco aziendale della Krymtrolleybus che gestisce la complessa rete filoviaria urbana, suburbana ed interurbana fra Simferopoli, Alušta e Jalta.

## Particolarità
Fino al 2007 a Ternopil' ha circolato il filobus Škoda 9Tr n. 001, una delle 20 vetture di questo tipo che inaugurò il servizio il 24 dicembre 1975: sul frontale e sulle fiancate del mezzo, nel 2005, era stata apposta una dicitura a caratteri cubitali, che faceva riferimento ai 30 anni di filoviarizzazione della città.